# Нельсон (Ланкашир)
Не́льсон (англ. Nelson) — місто у Великій Британії в графстві Ланкашир. За переписом 2011 року населення міста становило 29 135 чоловік.

## Історія
Місто утворене внаслідок злиття двох селищ.
Найбільше розвивався Нельсон під час промислової революції, але нині більшість промислових підприємств не працює, а в самому місті ціни на житло є найнижчими по країні. 
Статус міста надала Нельсону 1890 року королева Вікторія. У середині 20-х років XX століття місто називали «маленькою Москвою» через панування в керівних органах місцевої влади представників комуністичної партії.
З 1 квітня 1974 місто — адміністративний центр району Пендл.

## Демографія
| Населення | 39,479 | 39,841 | 38,304 | 34,803 | 34,384 | 32,292 | 31,286 | 28,998 | 29,135 |
| [ 4 ]     |        |        |        |        |        |        |        |        |        |

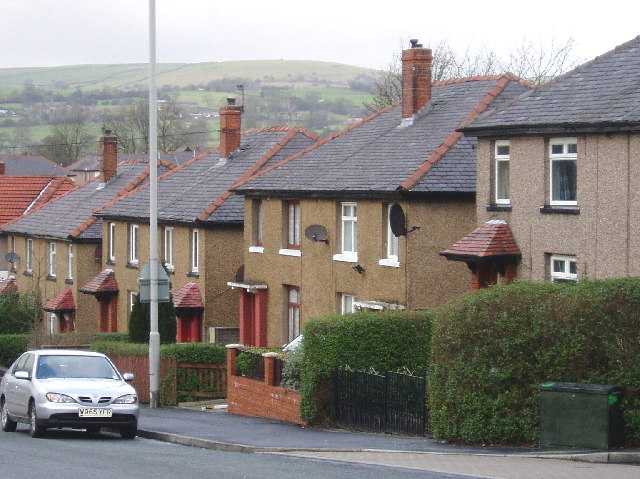
Будинок Ради в Бредлі.

Перепис Великої Британії 2011 року показав загальну кількість населення в Нельсоні — 29 135. Місто є частиною міського району Бернлі-Нельсон, що налічує 149 796 жителів; для порівняння, це стільки ж, скільки населення в Гаддерсфілді або Оксфорді.

## Економіка
Основу економіки становлять такі торгові бренди міста, як Boots, Wilko, Specsavers, Home Bargains, Peacock, Costa Coffee, Greggs, Post Office, і Martin McColl.
Тут діє низка автосалонів, зокрема  Citroën, Peugeot, SsangYong та Land Rover.

## Спорт
У місті популярні футбол (Нельсон‎) і крикет.